# Kolczyn (województwo lubelskie)
Kolczyn – wieś w Polsce położona w województwie lubelskim, w powiecie opolskim, w gminie Józefów nad Wisłą.
Wieś szlachecka  położona była w drugiej połowie XVI wieku w powiecie urzędowskim województwa lubelskiego. W latach 1975–1998 miejscowość administracyjnie należała do ówczesnego województwa lubelskiego.
Wieś jest sołectwem w gminie Józefów nad Wisłą. Według Narodowego Spisu Powszechnego z roku 2011 wieś liczyła 231 mieszkańców.

## Historia
Kołczyn w wieku XIX stanowił jeden z trzech folwarków głównych dóbr Józefów nad Wisłą, przyległością do Kołczyna była wówczas Nietrzeba. 
Według danych z opisu dóbr Józefów, wieś Kołczyn, [w:] Słownik geograficzny Królestwa Polskiego, t. III: Haag – Kępy, Warszawa 1882, s. 609.  posiadała 23 osady z gruntem 398 mórg.